# دانيال أمان
دانيال أمان هو كاتب وصحفي سويسري، ولد في 1963 في زيورخ في سويسرا.